# Церква Пантелеймона Цілителя (Глибокий)
 Церква Пантелеймона Цілителя (рос. Церковь Пантелеимона Целителя) — православний храм Шахтинської і Миллеровской єпархії, Кам'янське благочиння, у селищі Глибока Ростовської області.

## Історія
До революції в селищі існував інший храм, який перебував у хуторі Іванкові (згодом хутір був поглинений селищем Глибоким). В 1888 році в Іванкові була побудована і освячена Пантелеимоновская церква; площа біля церкви називалася Церковної, на ній знаходився ринок. Храм був дерев'яний, з такою ж дзвіницею, вкриті листовим залізом. У ньому було три престоли: головний (середній) — в ім'я Святого великомученика Пантелеймона, південний — на честь Архангела Михаїла і північний — на честь Святого Миколая.
Церква в Іванкові була зруйнована після Жовтневої революції. Спочатку на її місці був споруджений кінотеатр, який пізніше був переобладнаний в спортивний комплекс «Олімп». У радянський час прихід неодноразово переселявся в різні місця селища, поки не знайшли для нього приватний будинок, де було створено молитовні приміщення. 1 вересня 1985 року Указом митрополита Ростовського і Новочеркасскаго Володимира настоятелем приходу був призначений ієрей (нині протоієрей) Анатотолий Сахно. C розпадом СРСР парафіянам дозволили перебудувати молитовний будинок під церкву, і в ньому почалися роботи, які тривали протягом десяти років. Храм був обкладений цеглою і надбудовано; на ньому був встановлений купол. Він має невелике подвір'я з трапезною і підсобними приміщеннями. В церкві є Афонські ікони.
Адреса храму: Ростовська область, Кам'янський район, робочий селище Глибокий, вулиця Щаденко, 81.
Настоятель — протоієрей Анатолій Сахно

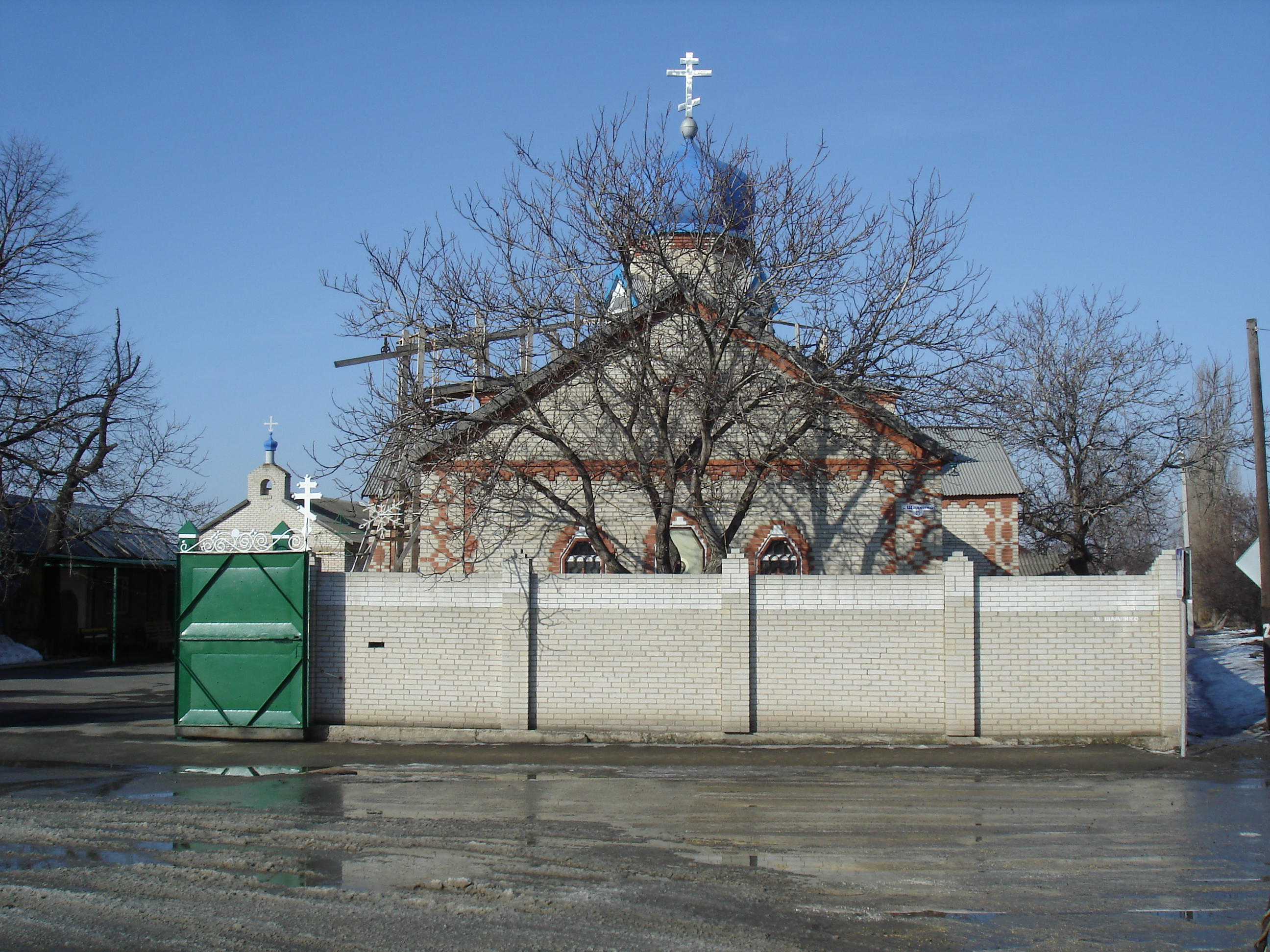
Загальний вигляд
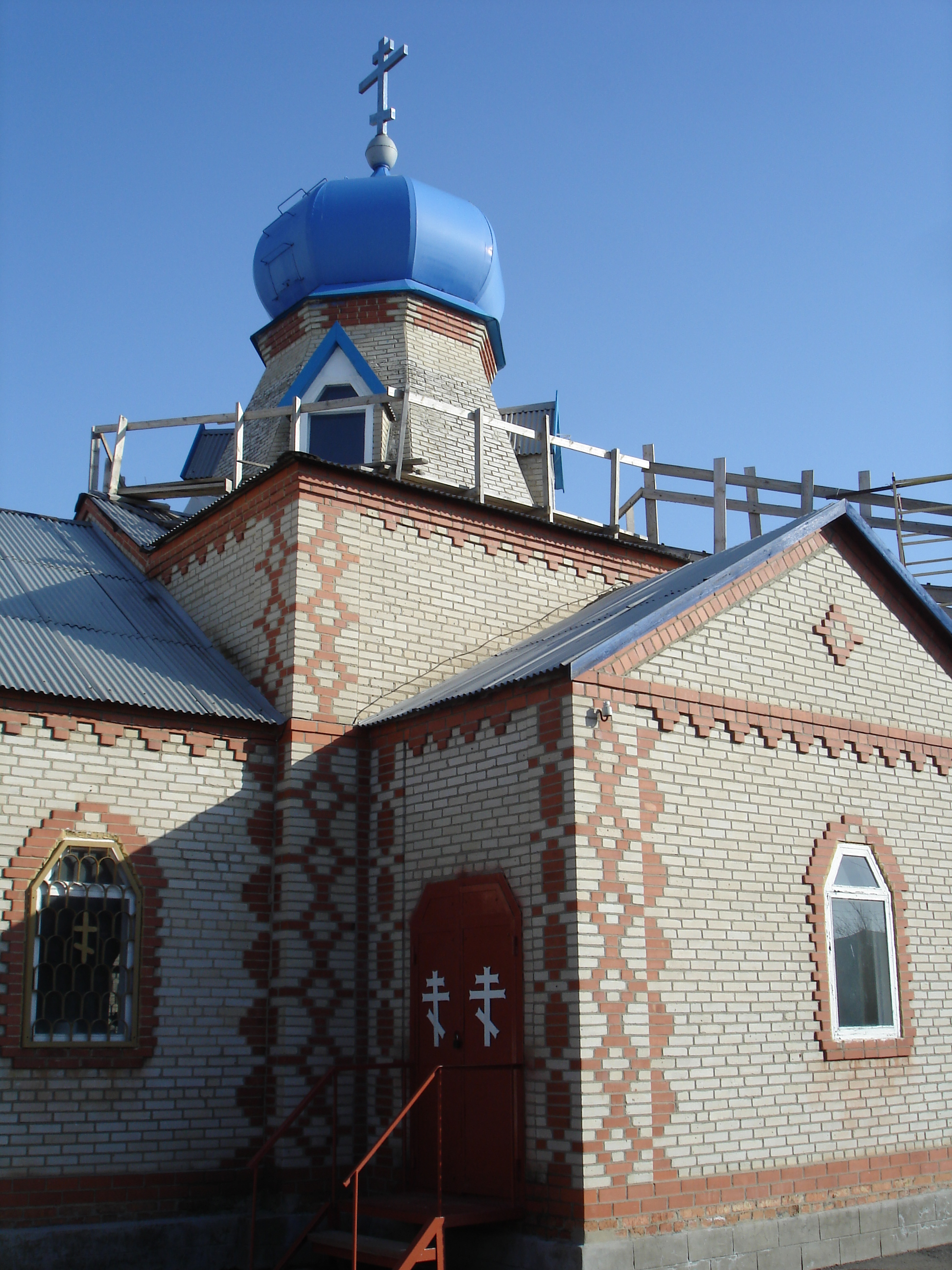
Вхід у церкву
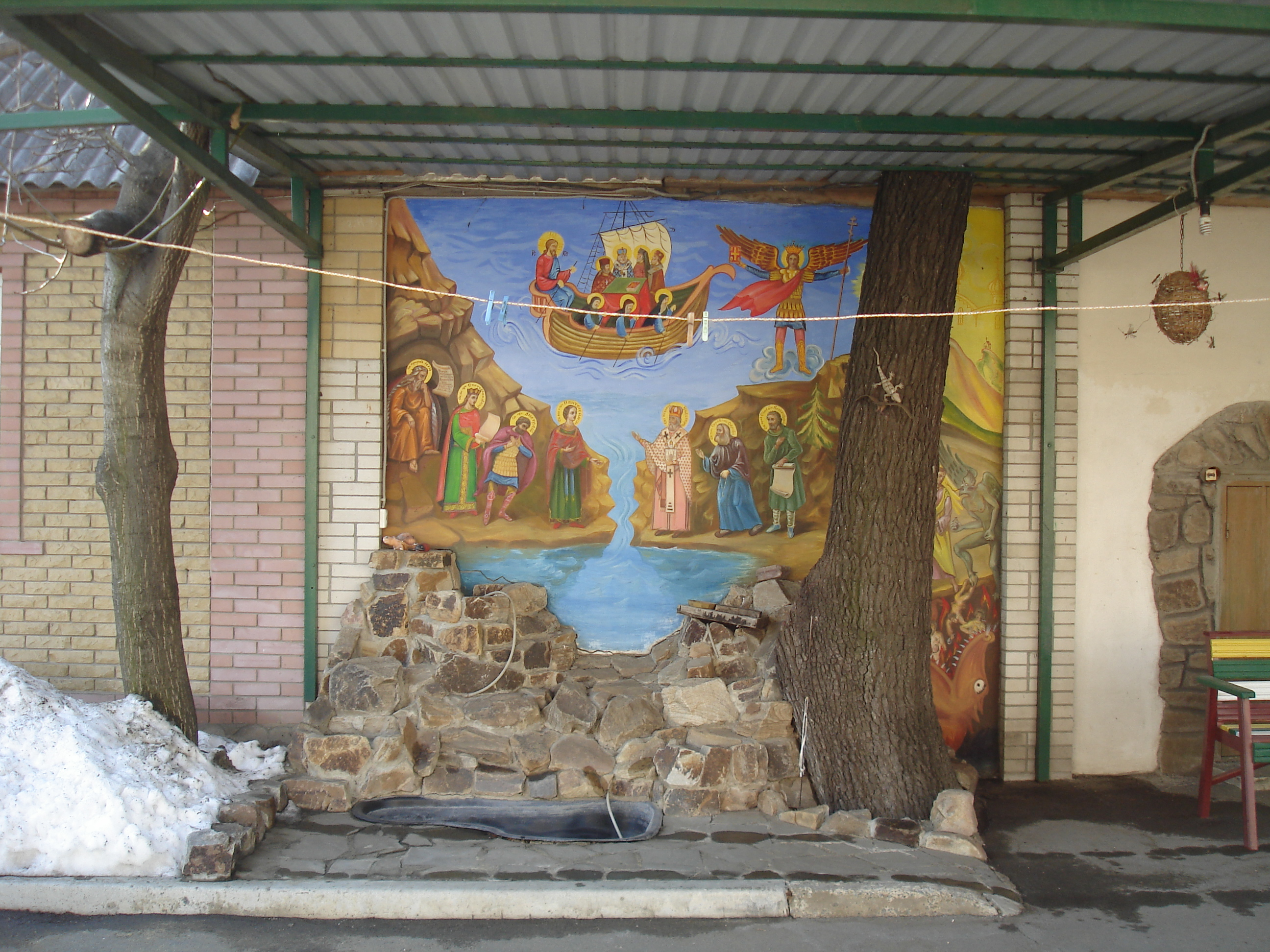
Панно на подвір'я